# ハマヒルガオ
ハマヒルガオ（浜昼顔、学名Calystegia soldanella (L.) Roem. et Schult.）はヒルガオ科ヒルガオ属の多年草。典型的な海浜植物である。

## 特徴
同属の他種がつる植物であるのに対して、匍匐性植物となっている。茎は砂の上を這い、毛はなくてなめらか。時に茎が砂に埋もれて葉だけが出る。葉は腎心形、やや丸くて基部は左右に張り出す。葉はつやのある緑で厚みがある。長さは2-4cm、幅は3-5cm。
花は5-6月に咲き、淡紅色で、径4-5cm。花柄は葉より長く、葉の上に抜き出て咲く。

## 分布と生育環境
日本では北海道から南西諸島まで分布し、そのほかアジア、ヨーロッパ、太平洋諸島オーストラリア、アメリカ太平洋岸にまで分布する。
海岸の砂浜に群生し、時には湖や川の岸にも出現する。なお、海浜植物としては、亜熱帯-熱帯域では同科のグンバイヒルガオの方が優勢である。

## 人との関係
実用的な利害はない。
砂地にきれいな花をつけるのでよく目立ち、画材や図案等に取り上げられることもある。歌では『君の名は』に「～に聞いてみる」とあるのが有名。

## 問題
要注意外来生物のコマツヨイグサの増加により本種は著しく減少している。